# Pigment
Pigment è un cortometraggio del 1997 diretto da Henry Coleman e basato sulla vita del pittore spagnolo Salvador Dalí.